# Amplicephalus paradoxus
Amplicephalus paradoxus är en insektsart som beskrevs 1976 av Rauno E. Linnavuori och Dwight M. DeLong, och holotypen härstammar från Peru. Arten ingår i släktet Amplicephalus och familjen dvärgstritar. Inga underarter finns listade i Catalogue of Life.